# Mokřady u Javorné
Mokřady u Javorné este o arie protejată (sit de importanță comunitară — SCI) din Republica Cehă întinsă pe o suprafață de 51,99 ha, integral pe uscat.

## Localizare
Centrul sitului Mokřady u Javorné este situat la coordonatele 50°07′31″N 12°56′42″E / 50.125278°N 12.945°E.

## Înființare
Situl Mokřady u Javorné a fost declarat sit de importanță comunitară în aprilie 2005 pentru a proteja 1 specie de animale.

## Biodiversitate
Situată în ecoregiunea continentală, aria protejată nu include niciun habitat protejat.
La baza desemnării sitului se află o specie protejată de  nevertebrate: fluturele auriu (Euphydryas aurinia).